# Federico Schwager
Federico Guillermo Schwager Maginnes (Liverpool, 1823 - Alta mar frente a Pernambuco, 24 de junio de 1892) fue un empresario chileno de ascendencia anglo-alemana, uno de los principales impulsores de la industria carbonífera en el sector de Lota y Coronel, en la actual Provincia de Concepción, Región del Biobío. Fue el fundador de la Compañía Carbonífera y de Fundición Schwager.

## Biografía
Schwager nació en Liverpool hacia 1823, producto de la unión entre el alemán Friedrich Wilhelm Schwager (1789-1861) y la inglesa Mary Maggines (1801-1866), siendo bautizado en esa misma ciudad el 14 de junio de 1825 bajo el nombre de Frederick William Schwager. Su padre nació en la localidad de Zerbst (capital del principado de Anhalt-Zerbst, parte del Sacro Imperio, actual Sajonia Anhalt en Alemania) y, por razones desconocidas, llegó a Chile a comienzos del siglo XIX. Trabajando como comerciante de las empresas navieras instaladas en Valparaíso de origen inglés conoció a Mary Maggins, con la que contrajo matrimonio. La pareja también tuvo cuatro hijas: Carolina, Marion, Luisa y Guillermina. Hacia 1830, el patriarca Schwager participó en la fundación del Club Alemán porteño, mientras comenzó a involucrarse en el negocio de los seguros y como agente de una compañía de vapores encargada del transporte de carbón, aunque dichos intentos no fueron exitosos económicamente. En julio de 1861, Friedrich W. Schwager falleció, dejando una gran cantidad de deudas a la familia, mientras su esposa lo haría en noviembre de 1866.
Federico Schwager (conocido entre sus familiares como Fred) aparece en la naciente zona carbonífera de Coronel y el golfo de Arauco en 1855 como prestamista de Ramón Rojas, entregándole 12.000 pesos para fomentar sus explotaciones en el sector La Huerta. A diferencia de Matías Cousiño, Schwager no consolidó su participación en las faenas carboníferas sino hasta poco antes de su muerte.
En 1866, Schwager abandonó sus actividades en la minería del carbón luego de sufrir un grave accidente al bajar de un tranvía en Valparaíso, vendiendo las acciones que poseía junto a su familia en la mina Puchoco a los hermanos Délano. En este contrato no se especificó ninguna disposición que prohibiera en el futuro a Schwager abrir un nuevo chiflón en la costa para extraer carbón bajo la superficie marina. Así, Schwager intentó regresar a la industria hacia 1870, adquiriendo las minas de Huerta y de Boca Maule en 1875. Resultado de esto, siguió una disputa que dio origen a un pleito con los Délano que duró entre 12 y 13 años y el cual causó, según escritos de la época, “muchas molestias y más dinero”.
Una salida de mar destruyó totalmente la mina de Puchoco e inundó por completo la mina en 1881. La pérdida de ésta causó un gran daño al Banco de A. Edwards, el cual canceló los préstamos a los hermanos Délano, quienes terminaron finalmente vendiendo la totalidad de sus acciones al ya anciano Federico Schwager. Posteriormente, y poco antes de su muerte, funda una compañía limitada, la Compañía Carbonífera y de Fundición Schwager, un complejo industrial minero que destacaría por su dinamismo y capacidad empresarial, la cual su fundador jamás logró mientras vivió, y que introdujo el ferrocarril en el sur de Chile.
El 24 de junio de 1892, Federico Guillermo Schwager falleció en alta mar, a la altura del estado brasileño de Pernambuco, mientras viajaba hacia Inglaterra, donde continuamente viajaba para tratarse sus problemas de salud. Al no poseer descendencia directa, en su testamento dejó toda su fortuna y el control de sus empresas a su hermana Carolina Schwager de Mac-Donald, la cual por años rentabilizó las inversiones de la Compañía Carbonífera, multiplicando su fortuna. Al fallecer en mayo de 1928, Carolina Schwager dejó su herencia a sus sobrinos familia Claude, de origen francés hugonote y que se establecieron en Alemania antes de salir desde Danzig a Valparaíso a participar como socios de la firma Tayleur, Claude & Cía de Liverpool. Su hijo mayor, Adolfo III Claude se había casado con la hermana de Federico, Marion. Federico y Minna Claude Schwager administraron la empresa desde ese entonces, siendo los últimos miembros de la familia Schwager en hacerlo. Sus descendientes son los últimos miembros de la familia Schwager en Chile.
El cuerpo de Schwager estuvo sepultado por dos años en Brasil antes de ser trasladado al Cementerio Protestante de Valparaíso.

## En la cultura popular
En honor a Federico Schwager existe un monumento en Coronel por su influencia en el desarrollo de la industria del carbón, realizado por Nicanor Plaza cerca de 1895, ubicada en el edificio de la Compañía Schwafer Energy S.A. (en su tiempo llamado la Administración Schwager). En Coronel, el Estadio Municipal Federico Schwager lleva su nombre y en él juega el equipo de fútbol local, Club de Deportes Lota Schwager. También existió un vapor, durante la época de apogeo de la extracción del carbón que llevó su nombre.